# Nurhan Manugian
Nurhan Manugian (ur. 22 lipca 1948 w Aleppo jako Boghos Manugian) – duchowny Apostolskiego Kościoła Ormiańskiego, od 2013 patriarcha Jerozolimy. Sakrę otrzymał w 1999 roku z rąk Karekina II. W następnym roku ogłoszony został arcybiskupem. W 2009 roku mianowano go wikariuszem patriarszym Jerozolimy. 24 stycznia 2013 roku mianowany został patriarchą Jerozolimy. Ingres miał miejsce 4 czerwca tego samego roku.